# Hohentwiel
Hohentwiel je hora v Německu, vysoká 696 m n. m. Nachází se západně od Singenu ve spolkové zemi Bádensko-Württembersko. Patří k vyhaslým sopkám v regionu Hegau, vulkanická činnost zde probíhala před patnácti až osmi miliony lety a převládající horninou je znělec.
V roce 2004 byla na Hohentwielu vyhlášena přírodní rezervace, chránící teplomilnou flóru a faunu. K místním druhům patří vousatka prstnatá, silenka ušnice, ostropes trubil a tařinka horská, část svahů byla koncem devatenáctého století zalesněna lipami a javory. Hohentwiel je jedním z mála míst v Německu, kde se vyskytuje saranče vlašská. Na svazích se nachází nejvýše položená vinice v Německu.
Lidské osídlení je zde doloženo již z neolitu. Na hoře se nachází největší hradní zřícenina v Německu o rozloze devíti hektarů. O pevnosti existuje písemná zmínka již z roku 914, od šestnáctého století patřila Württemberkům, v roce 1658 se stala věznicí a byla zničena za války druhé koalice. Zříceninu ročně navštíví přes sto tisíc turistů a každoročně v červenci se zde koná hudební festival. Z vrcholu se otvírají daleké výhledy do kraje, je možno spatřit i Bodamské jezero. Na Hohentwielu se odehrává děj historického románu Josepha Victora von Scheffela Ekkehard.
V roce 1988 byl v hoře proražen tunel, jímž vede dálnice BAB 81.